# Lac de cratère
 (mai 2014).
Si vous disposez d'ouvrages ou d'articles de référence ou si vous connaissez des sites web de qualité traitant du thème abordé ici, merci de compléter l'article en donnant les références utiles à sa vérifiabilité et en les liant à la section « Notes et références ».

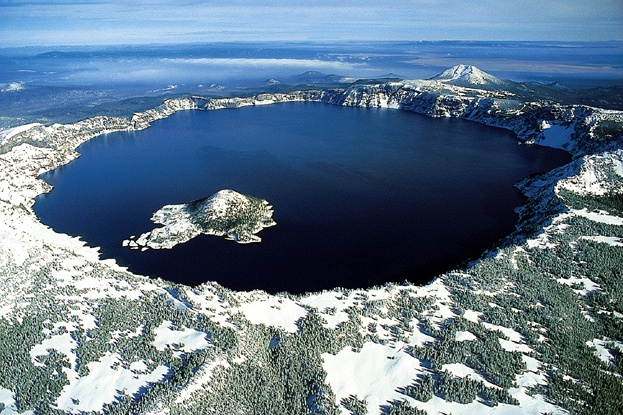
Crater Lake, dans l’Oregon aux États-Unis.

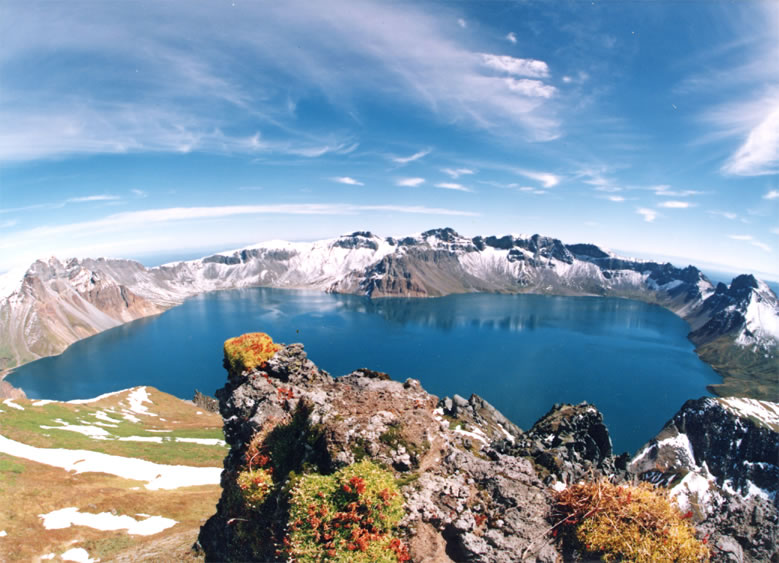
Lac du Paradis (Chonji / Tianchi), Corée du Nord/ Chine.

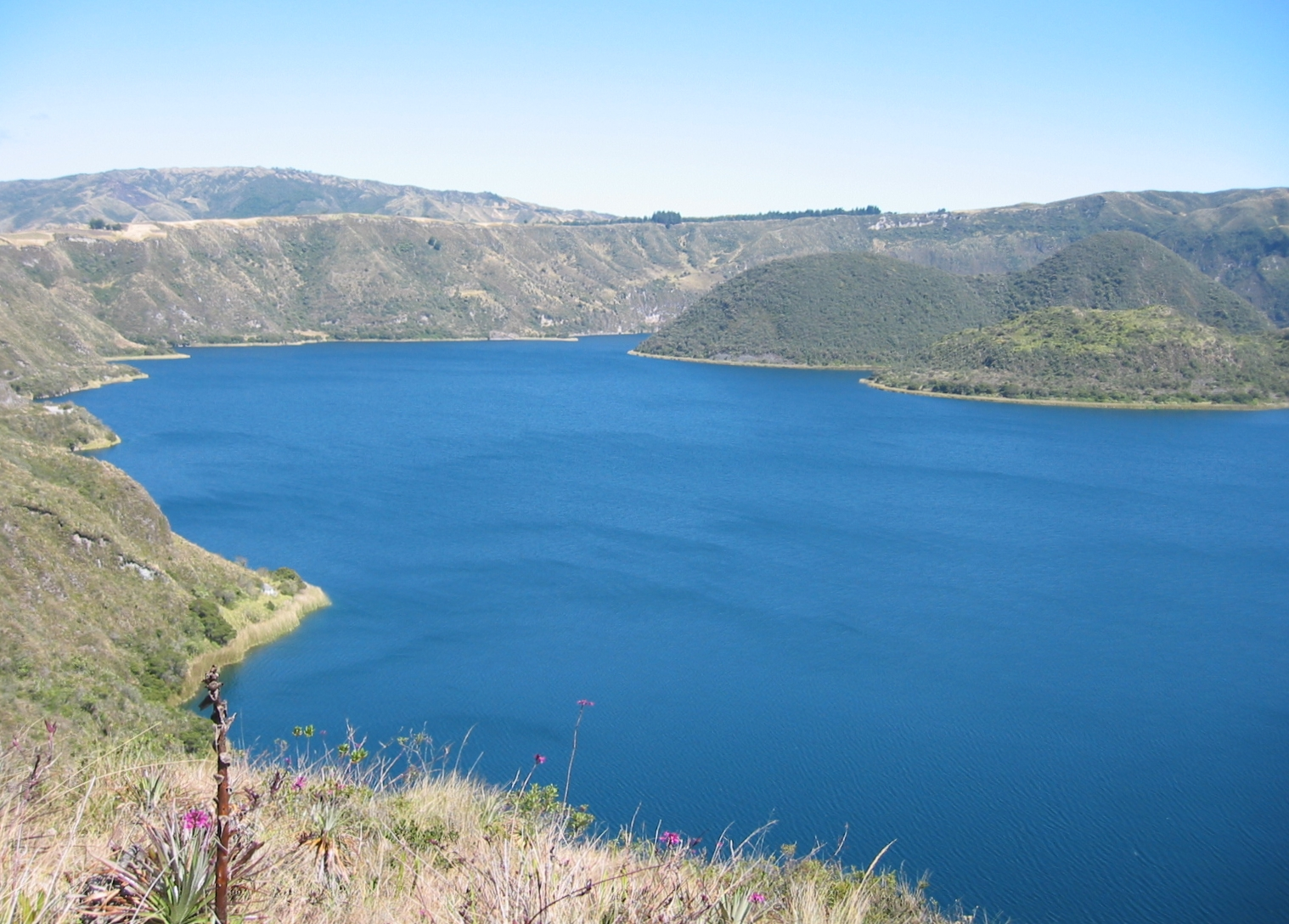
Cuicocha en Équateur.

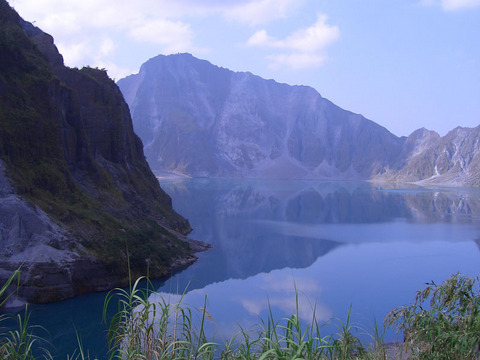
Lac formé après l’éruption en 1991 du mont Pinatubo aux Philippines.

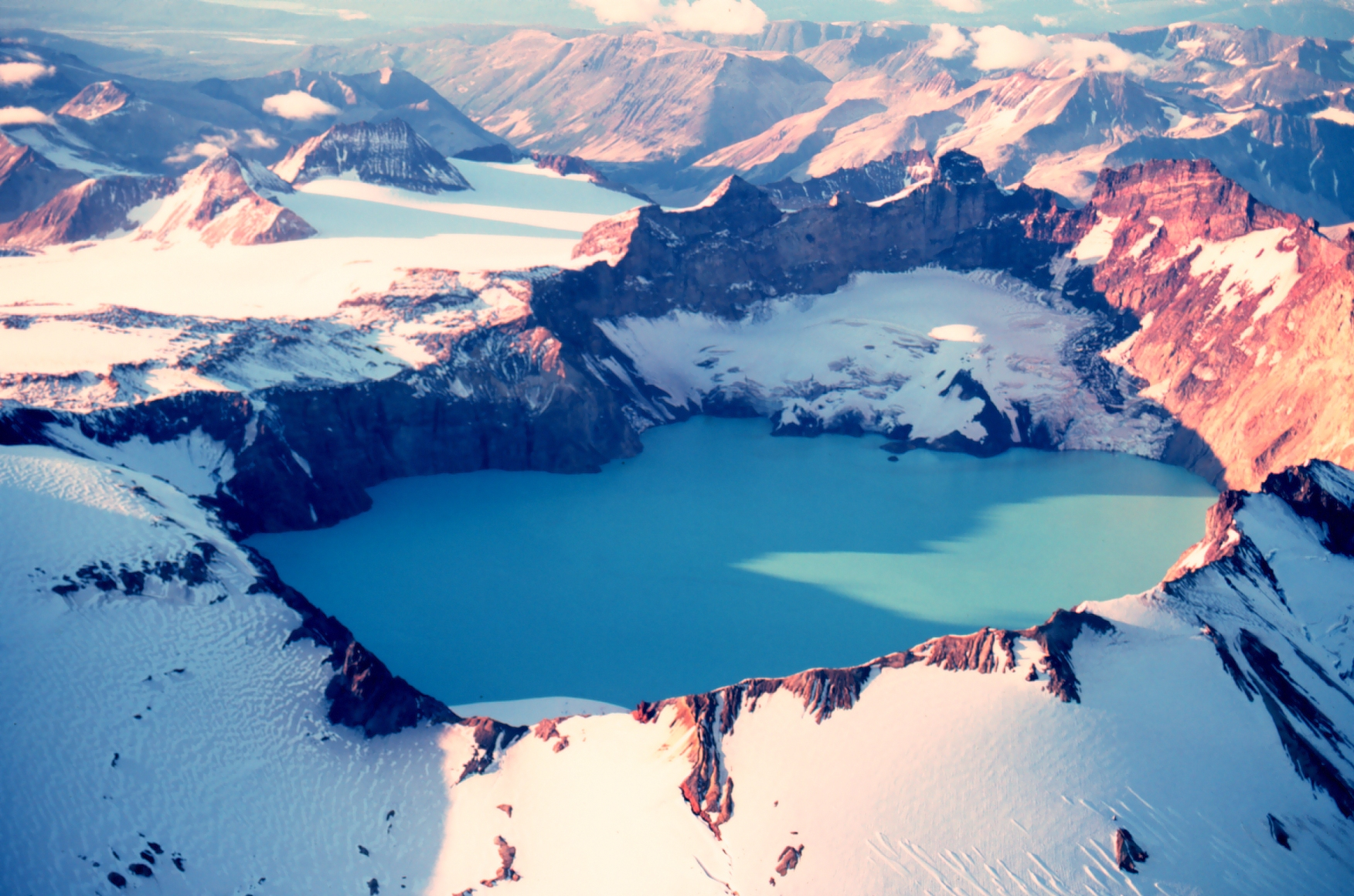
Mont Katmai en Alaska aux États-Unis.

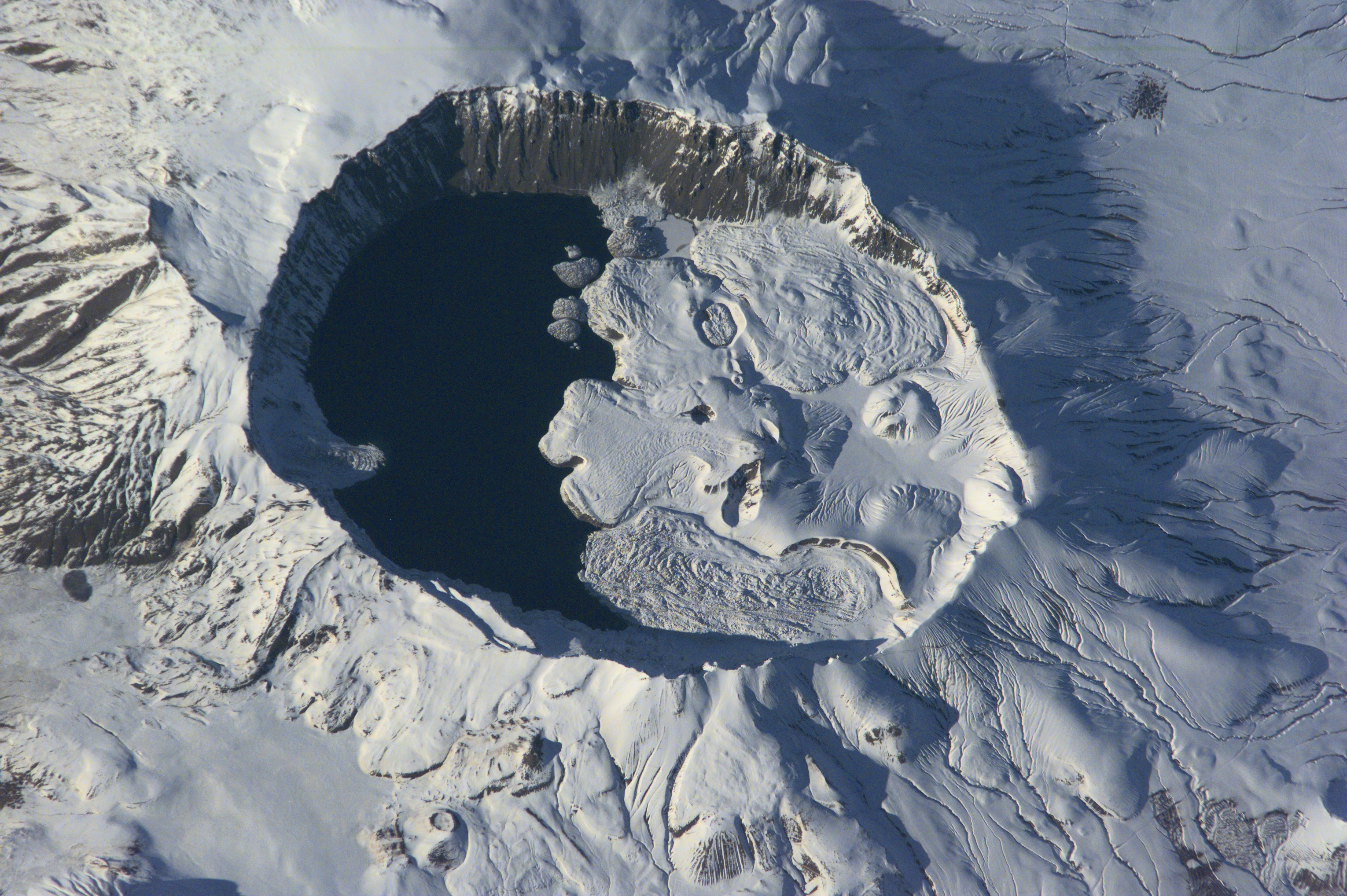
Nemrut en Turquie.

Volcán Irazú au Costa Rica.

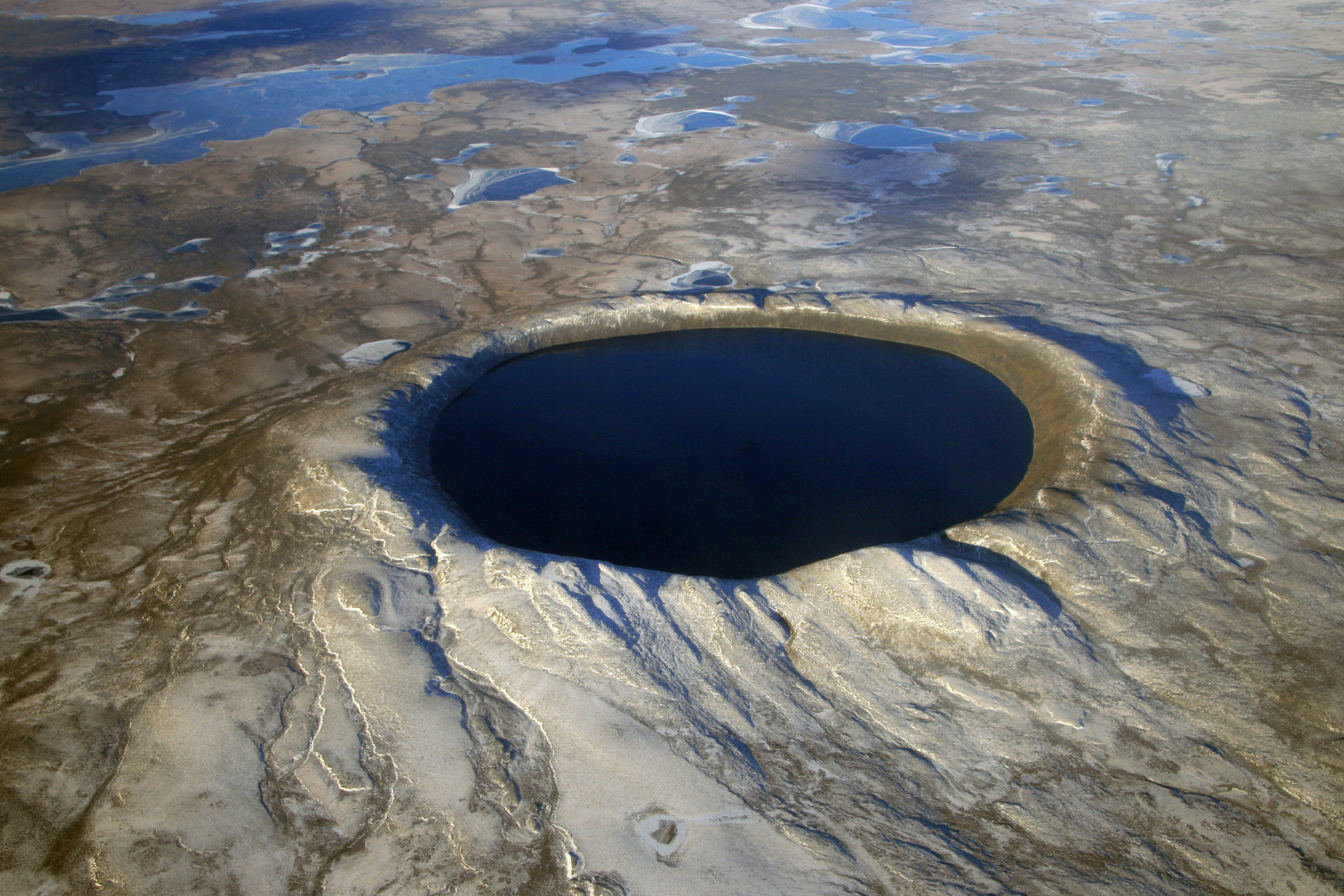
Cratère des Pingualuit (diamètre de 3.4 km), Nunavik, Québec, Canada.

Un lac de cratère est un lac qui se forme dans un cratère volcanique, une caldeira, un maar, ou parfois un cratère d'impact ou un bassin d'impact formé par une collision avec un objet céleste (astéroïde ou comète). La dépression due à ces formations géologiques se remplit grâce aux précipitations et crée un lac qui s’approfondit graduellement jusqu’à trouver un équilibre entre le taux de précipitations et ceux de l’évaporation et de l’absorption des sols, mais aussi parfois le débord d’une des rives du lac limite sa croissance. Les lacs de cratère formés au-dessus de cheminées volcaniques (fumerolles) sont souvent appelés lacs volcaniques, et leurs eaux sont typiquement acides, saturées qu’elles sont de gaz volcaniques, et troubles avec une couleur glauque. Les lacs situés sur des volcans endormis ou inactifs ont tendance à avoir des eaux fraîches, et la clarté de leurs eaux est souvent exceptionnelle grâce à l’absence de courants et de sédiments.
Le Crater Lake (portant en anglais le même nom que la formation géologique dont il est issu) dans l’Oregon aux États-Unis est sis au creux de la caldeira du mont Mazama. C’est le lac le plus profond du pays, atteignant 594 mètres de profondeur. Crater Lake n’est alimenté que par les chutes de pluie et de neige, sans autre apport de l’extérieur, ni de cours d’eau émissaire.
Le plus haut volcan du monde, l’Ojos del Salado, haut de 6 893 mètres, a en permanence un lac de cratère d’environ 100 mètres de diamètre situé à 6 390 mètres sur son versant est. C’est le plus haut lac d’aucune sorte dans le monde.
À cause d’un environnement instable, certains lacs de cratère n’existent que temporairement. Les lacs de caldeira en revanche peuvent être très étendus tout en durant très longtemps : le lac Toba par exemple qui s’est formé après son éruption il y a 70 000 ans, a une surface de 1 000 km2.
Bien que beaucoup de ces lacs soient pittoresques, ils peuvent aussi être délétères. Les émanations du lac Nyos ont fait suffoquer 1 800 personnes en 1986, et des lacs de cratère comme celui du mont Ruapehu contribuent au phénomène destructeur des lahars.
Les lacs de cratère peuvent aussi résulter d’impact de météorites, mais en général on ne les classe pas dans cette catégorie, sauf quelques exceptions rares. Les exemples de lac de cratère d’impact comptent le lac Bosumtwi au Ghana, le lac Siljan en Suède, le lac Pingualuk dans le cratère des Pingualuit au Canada.
Certains volcans de type basaltique ont un lac de cratère de lave.

## Lacs de cratère remarquables

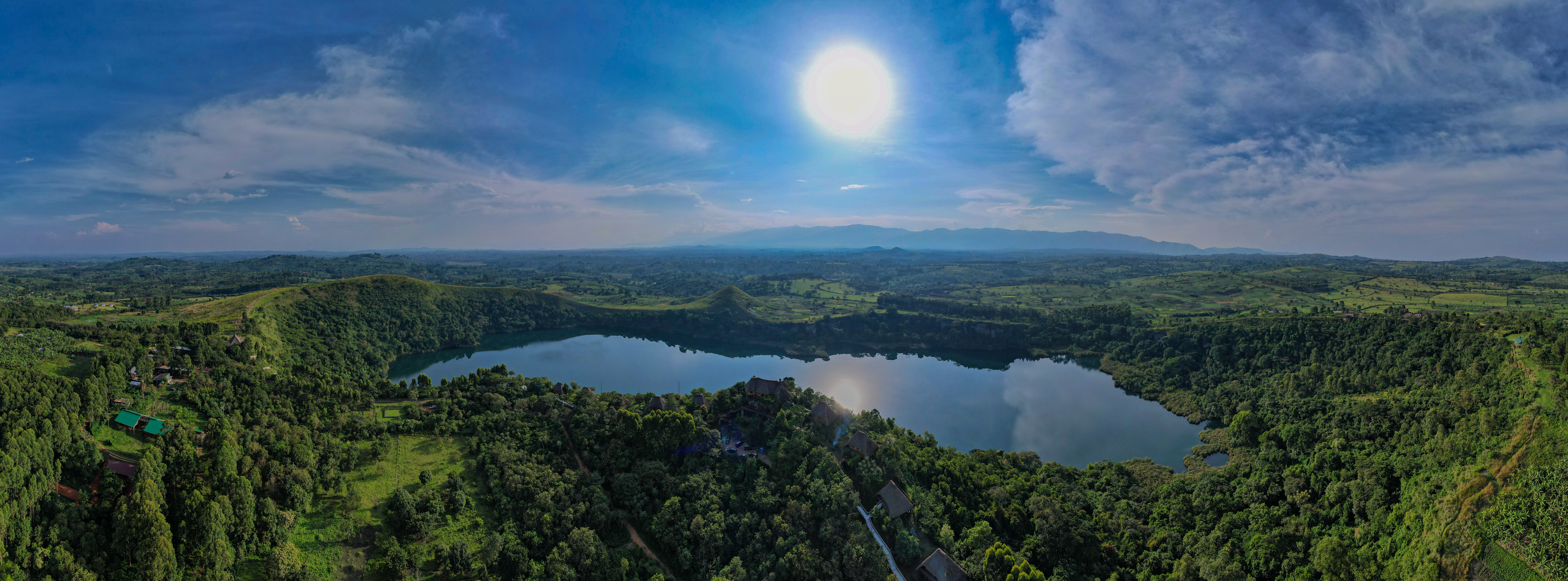
Ziwa Kyaninga, en Ouganda.

| Lac d'Albano                      | Italie                           |
| Lac Amatitlán                     | Guatemala                        |
| Lac Atitlán                       | Guatemala                        |
| Lagune de Ayarza                  | Guatemala                        |
| Blue Lake                         | Australie, Australie-Méridionale |
| Lac de Bolsena                    | Italie                           |
| Lac de Bracciano                  | Italie                           |
| Lac Chicabal                      | Guatemala                        |
| Crater Lake                       | États-Unis, Oregon               |
| Cuicocha                          | Équateur                         |
| Lac Dzianlandze                   | Comores                          |
| Imuta-ike                         | Japon                            |
| Lac d'Ipala                       | Guatemala                        |
| Volcán Irazú                      | Costa Rica                       |
| Kapoho Crater, Kīlauea            | États-Unis, Hawaï                |
| Mont Katmai                       | États-Unis, Alaska               |
| Kelut                             | Indonésie                        |
| Kerið                             | Islande                          |
| Öskjuvatn                         | Islande                          |
| Lac Kourile                       | Russie, Kamtchatka               |
| Medicine Lake                     | États-Unis, Californie           |
| Lac de Nemi                       | Italie                           |
| Nemrut                            | Turquie                          |
| Cratère Newberry                  | États-Unis, Oregon               |
| Lac Nyos                          | Cameroun                         |
| Volcan Pacaya (Laguna Calderas)   | Guatemala                        |
| Lac du Paradis (Chonji / Tianchi) | Corée du Nord / Chine            |
| Mont Pinatubo                     | Philippines                      |
| Mont Ruapehu                      | Nouvelle-Zélande                 |
| Soufrière                         | Saint-Vincent-et-les-Grenadines  |
| Taal Lake                         | Philippines                      |
| Lac Taupo                         | Nouvelle-Zélande                 |
| Lac Tazawa                        | Japon                            |
| Lac Toba                          | Indonésie                        |
| Lac Towada                        | Japon                            |
| Lac de Vico                       | Italie                           |
| Yak Loum                          | Cambodge                         |
| Lac Pavin                         | France                           |
| Sete Cidades                      | Portugal                         |